# William Henderson
William Watson Henderson, 1er baron Henderson (8 août 1891 - 4 avril 1984), est un homme politique travailliste britannique.

## Biographie
Henderson est le deuxième fils d'Arthur Henderson et le frère aîné d'Arthur Henderson (baron Rowley).
Il siège comme député d'Enfield de 1923 à 1924 et de 1929 à 1931 et est secrétaire parlementaire privé du Secrétaire d'État à l'Inde William Wedgwood Benn de 1929 à 1931. Il est également chef du département de la presse et de la publicité du parti travailliste et sert pendant la Seconde Guerre mondiale comme assistant personnel du ministre sans portefeuille Arthur Greenwood de 1940 à 1942. En 1945, il est élevé à la pairie en tant que baron Henderson, de Westgate dans la ville et le comté de Newcastle upon Tyne. Henderson sert dans le Gouvernement Attlee comme Lord-in-waiting (whip du gouvernement à la Chambre des lords) et membre supplémentaire du Air Council de 1945 à 1947 et en tant que sous-secrétaire d'État adjoint aux Affaires étrangères de 1948 à 1951. À l'occasion des anniversaires de 1950, il est admis au Conseil privé.
Lord Henderson est décédé en avril 1984, à l'âge de 92 ans. Il ne s'est jamais marié et le titre s'éteint à sa mort.